# Frederick Stanley Maude
Frederick Stanley Maude (Gibilterra, 24 giugno 1864 – Baghdad, 18 novembre 1917) è stato un generale britannico, comandante dell’esercito britannico durante la campagna di Mesopotamia della prima guerra mondiale e autore della presa di Baghdad del 1917.

## Biografia
Nato a Gibilterra da una famiglia di militari (suo padre aveva combattuto nella guerra di Crimea) studiò al college di Eton e poi alla Royal Military Academy Sandhurst.
Nel febbraio 1884 Maude entra nelle Coldstream Guards.

## La carriera militare
Tra il marzo ed il settembre 1885 serve in Egitto e poi, promosso maggiore, nella seconda guerra boera.
Dal 1901 al 1904 Maude lavora per il governatore generale del Canada.
Nel 1911 viene promosso colonnello.

## La Grande Guerra
Allo scoppio della prima guerra mondiale Maude combatte in Francia e nell'ottobre 1914 gli viene conferito il comando della 14. brigata. Ferito in combattimento, nell'aprile 1915 torna in patria ma dopo un mese è nuovamente in Francia. Promosso general-maggiore viene trasferito al comando della 33. divisione.
Nell'agosto 1915 gli viene affidato il comando della 13. divisione di stanza a Suvla. Qui è costretto a ritirarsi e nel marzo 1916 viene trasferito in Mesopotamia
Maude arrivò in Iraq poco dopo il fallimento dell'assedio di Kut e sostituì il generale George Gorringe al comando delle “Tigris Corps”. Alla fine del 1916 prenderà il comando di tutte le forze alleate della Mesopotamia al posto di Sir Percy Lake.
Ottenuti rinforzi, Maude condusse I suoi uomini ad una serie di vittorie avanzando lungo il fiume Tigri. Dopo aver conquistato Kut nel febbraio 1917, l'11 marzo 1917 entra a Baghdad e da qui lancia Offensiva di Samarrah verso i fiumi Eufrate e Diyala.
In novembre, durante la battaglia di Ramadi si ammala di colera e in pochi giorni muore.